# Полярная экспедиция А. В. Колчака
Поля́рная спаса́тельная экспеди́ция лейтена́нта Колчака́ (1903 год) была снаряжена Императорской Академией наук для выяснения судьбы пропавших без вести групп Э. В. Толля и А. А. Бирули, участвовавших в Русской полярной экспедиции 1900—1902 годов, и оказания им помощи. 7-месячная поисковая экспедиция со сложнейшим 90-дневным морским санно-шлюпочным походом была выполнена на пределе человеческих возможностей и без потерь.
Помимо решения сугубо спасательных задач, экспедиция провела большую исследовательскую работу: были открыты и описаны неизвестные до того географические объекты, уточнены очертания линии берегов, внесены уточнения в характеристики льдообразования. Руководитель экспедиции лейтенант Императорского флота А. В. Колчак по итогам экспедиции стал четвёртым полярным путешественником, награждённым Константиновской медалью, после Ф. Нансена, Н. Норденшёльда и Н. Д. Юргенса.
При советской власти история экспедиции по идеологическим соображениям подверглась радикальным искажениям.

## Предыстория

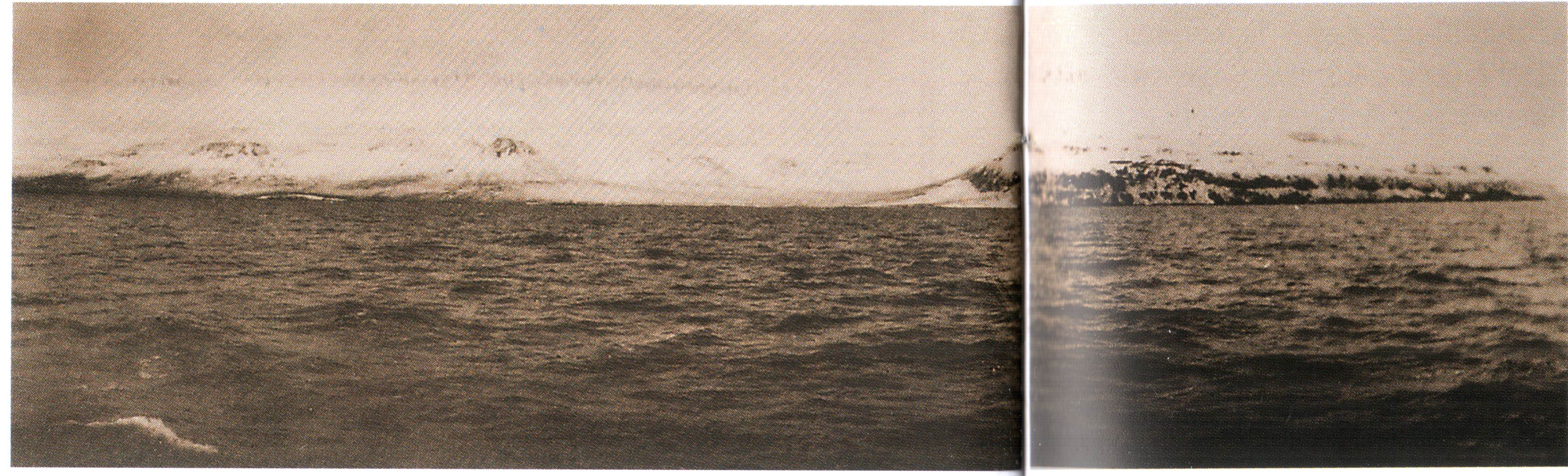
Вид на северную часть острова Беннетта

Прибывшие в Санкт-Петербург в конце ноября — начале декабря 1902 года участники Русской полярной экспедиции Ф. А. Матисен и А. В. Колчак, отчитавшись перед Академией наук о проделанной работе, сообщили о предпринятом руководителем экспедиции Э. В. Толлем пешем походе на остров Беннетта. Учитывая отсутствие каких-либо вестей о судьбе двух групп исследователей, которых не удалось забрать на обратном пути (второй была группа Бялыницкого-Бирули, ушедшая 29 апреля на остров Новая Сибирь), их участь крайне беспокоила Академию наук, Императорское Русское географическое общество и самих вернувшихся участников экспедиции.
Острое чувство ответственности и товарищеский долг толкали А. В. Колчака на быстрые и решительные действия. Лейтенант готов был взяться лично руководить спасательной экспедицией. Хотя у Колчака не могло быть уверенности, что она точно состоится, он всё же решил изложить на бумаге свой план спасения и подать бумагу председателю Комиссии по снаряжению Русской полярной экспедиции академику Ф. Б. Шмидту.
9 декабря 1902 года состоялось заседание Комиссии, куда были приглашены Матисен, Колчак и Воллосович. Все были озабочены выяснением судьбы групп Толля и Бирули и оказанием им помощи. Известный полярник академик Ф. Н. Чернышёв выступил с предложением вновь идти к острову Беннетта на «Заре», снабдив судно углем, однако против этой идеи решительно выступил Матисен, указывая на «полную неуверенность в возможности достижения намеченной цели»; по его мнению, этот вариант мог самих спасателей поставить в не менее опасное положение, а кроме того, Матисен отмечал, что к моменту предполагаемого прибытия шхуны к берегам острова Беннетта группа Толля может его покинуть — как в действительности и произошло. Предлагалось отправить в район Новосибирских островов ледокол «Ермак», однако это план был отвергнут из-за слишком большой осадки ледокола и многочисленной команды, которую невозможно было бы прокормить в случае вынужденной зимовки ледокола в Арктике. Предлагалось зафрахтовать пароход «Лена», курсировавший по маршруту между Якутском и устьем Лены, однако владелица парохода купчиха Громова даже за доставку угля на остров Котельный запросила денег больше, чем стоила сама «Заря». Колчак предложил другой план — отправиться на Новосибирские острова по льду на санях, а оттуда к острову Беннетта на шлюпке. Академик Ф. Н. Чернышёв — сам в прошлом морской офицер — склонился к плану Колчака, который решительно заявил: «Если прошёл Де-Лонг, пройдём и мы!», и вызвался возглавлять экспедицию. Члены совета смотрели на Колчака как на мальчишку-лейтенанта, подверженного той же особой форме «северомании», что и сам ринувшийся на лыжах в льды Арктики в своей последней эскападе барон Толль; однако энтузиазм докладчика подкреплялся такой силой воли и верой в успех похода, что седовласые учёные сдались и предоставили Колчаку полную свободу действий. Исследователь В. В. Синюков отмечает, что командир «Зари» Матисен при обсуждении варианта с лодочным походом о своём желании возглавить экспедицию «многозначительно промолчал», вероятно из-за того, что Колчак его опередил. Шлюпочное предприятие Колчака обещало быть не менее рискованным, нежели сам пеший поход барона Толля. Многие академики, умудрённые опытом работы на Севере, весьма скептически смотрели на осуществимость предлагаемого предприятия.
Сам Колчак впоследствии писал по этому поводу:

Предприятие это было такого же порядка, как и предприятие Толля, но другого выхода не было, по моему убеждению. Когда я предложил этот план, мои спутники отнеслись к нему чрезвычайно скептически и говорили, что это какое-то безумие, как и шаг барона Толля. Но когда я предложил самому взяться за выполнение этого предприятия, то Академия наук дала мне средства и согласилась предоставить мне возможность выполнить этот план так, как я нахожу нужным.
27 декабря 1902 года Колчак получил официальное приглашение секретаря Российской полярной экспедиции В. Л. Бианки приступить к организации шлюпочной экспедиции и принять командование ею. Столь ответственное поручение привело к тому, что Колчаку пришлось отложить свою свадьбу с С. Ф. Омировой. 16 января А. В. Колчак получил первую сумму на проведение спасательной экспедиции.
Кроме самой санно-шлюпочной экспедиции, была организована и вспомогательная партия под руководством другого участника Русской полярной экспедиции Толля — политического ссыльного М. И. Бруснева, безуспешно обследовавшего весной — осенью 1903 года берега островов Котельный и Фаддеевский.

## Подготовка экспедиции
Получив полную свободу действий, Колчак в начале февраля поехал в Мезень, затем в посёлок Долгощелье на побережье Белого моря — место сбора охотников на тюленей. Лейтенант завербовал для своей экспедиции 6 ранее участвовавших в экспедиции на Шпицберген поморов; четверо из них сопровождали его и в наиболее опасной стадии экспедиции: А. М. Дорофеев, И. Я. Иньков, А. М. Олупкин, М. М. Рогачев. Все мезенские охотники, за исключением Олупкина, были неженаты, а из всего списка Колчак выбрал для своего опасного предприятия самых молодых кандидатов. В Архангельске Колчак получил известие о благополучном возвращении на материк с Новой Сибири партии Бирули, однако о судьбе Толля и он ничего сообщить не мог.
К предприятию Колчака, к большой его радости, присоединились двое опытных участников предыдущей экспедиции — боцман Н. А. Бегичев и рулевой старшина В. А. Железников. Именно боцман резко раскритиковал план Колчака, предлагавшего тащить поморские лодки с Мезени на Святой Нос, предложив использовать вместо этого имеющийся на «Заре» вельбот.
Посредством телеграфа Колчак связался со своим якутским знакомым П. В. Олениным, хорошо знавшим Якутию и север Сибири. Они были знакомы ещё по возвращению из экспедиции Толля. Согласно достигнутой договорённости, Оленин выехал в Верхоянск, затем в Усть-Янск, купил для экспедиции собак, корм, снаряжение.
9 февраля 1903 года, после скорых, но напряжённых сборов, поисковая партия под руководством Колчака отправилась в Иркутск, где Александр Васильевич успел побывать в иркутском Русском географическом обществе и выступить с лекцией «О современном положении Русской полярной экспедиции», в завершение которой сказал, что барон Толль вскоре сам посетит этот зал и «сделает здесь более обстоятельное и более интересное сообщение». К 8 марта все участники предприятия собрались уже в Якутске, где к экспедиции присоединились Степан Расторгуев и механик Эдуард Огрин.
Одновременно с продвижением спасательной партии к Новосибирским островам был отправлен один из китобойных вельботов «Зари» вместе со снаряжением и продовольствием для спасателей.
14 марта Колчак написал письмо академику Ф. Б. Шмидту, подробно проинформировав его о состоянии дел.
Колчак отправил людей и грузы тремя партиями из Якутска в Верхоянск, а сам выехал 31 марта через Верхоянск и прибыл в село Казачье 17 апреля. Получив от Бегичева и Оленина сообщение о проблеме с доставкой вельбота с «Зари», Колчак срочно на 1 нарте сам отправился в бухту Тикси. Там он застал одного Матисена (которому после его отказа участвовать в экспедиции было поручено урегулировать вопрос с продажей шхуны «Заря»), а вельбот с «Зари» уже был в пути, его везли к Новосибирским островам на 161 ездовой собаке, закупленных в районе устьев Яны и Индигирки. Колчак насладился ностальгией, переночевав в своей каюте на судне, на котором уже были видны следы запустения, побродил по судну и, попрощавшись навсегда с «Зарёй», отправился вслед за вельботом. В самом начале мая экспедиция собралась в самом северном поселении материка — Аджергайдахе.

## Ход экспедиции

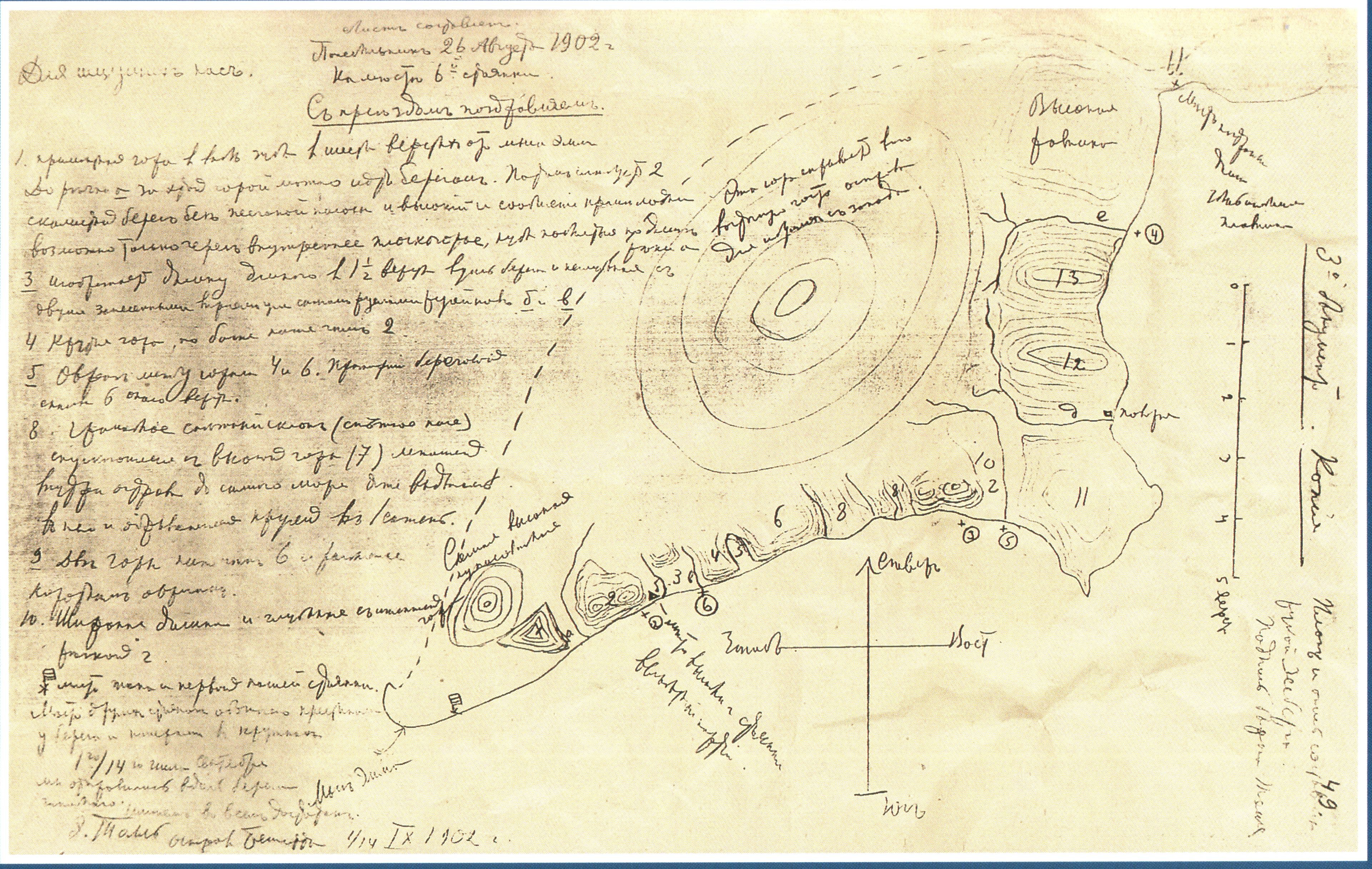
Одна из записок Э. В. Толля, оставленная им на острове Беннетта

Маршрут полярников пролегал через Абеляхскую губу к мысу Святой Нос.
5 мая 1903 года Колчак выступил с материка в направлении Новосибирских островов, имея своей конечной целью остров Беннетта. Общая численность экспедиции, считая самого начальника, составляла 17 человек, в том числе семеро человек так называемой вельботной команды. Экспедицию сопровождали 10 нарт с продуктами, одеждой, боеприпасами, каждую из которых тащили 13 собак. Вельбот был погружён на 2 нарты, которые тащили 30 собак. На пути попадались огромные торосы, в которых приходилось прорубать дорогу. Снег и лёд становились рыхлыми, собаки тянули с трудом, несмотря на то, что вся экспедиция шла в лямках и впрягалась наравне с собаками. Шли только ночами, когда подмораживало, но всё равно более шести часов собаки тянуть отказывались, и проходить удавалось лишь несколько вёрст в сутки.
Как писал Колчак, непосредственно от Казачьего поход принял характер арктической экспедиции: лесная растительность быстро сменилась тундрой с её низкорослым покровом. Еды для собак не хватало и, дойдя до Малого Ляховского острова, Колчак отправил назад на материк 2 группы с 24 собаками и 4 каюрами — чтобы снизить число летующих на Новосибирских островах. Экспедиция имела провизии на 4 месяца, но приходилось её расходовать, учитывая и прокорм собак. Поэтому немаловажное значение придавали охоте на оленей. Тем не менее, часть собак всё же пришлось убить из-за невозможности их прокормить.
23 мая добрались до южной оконечности острова Котельный и остановились в поварне «Михайлов стан». В ожидании вскрытия льдов установили на вельботы полозья и стали готовить их к плаванию; охотились для пополнения запасов. Колчак, не теряя зря времени, начал писать свою «Полярную записку» о подготовке и ходе Русской полярной экспедиции. Также, несмотря на занятость, лейтенант написал академику Шмидту письмо, в котором говорил о необходимости профинансировать работу специалистов, обрабатывающих в Санкт-Петербурге материалы РПЭ; деньги были в итоге выделены академику М. А. Рыкачёву и гидрохимику А. А. Лебединцеву.
Во время похода Спасательной экспедиции к острову Беннетта возможности руководителя по проведению научных исследований были сильно ограничены. Колчак писал, что он вёл лишь обычные метеорологические наблюдения, делал астрономические определения для определения широты и долготы стана и определения поправки хронометра, собирал останки посттретичных млекопитающих и наблюдал за льдами близ берегов. Помощник Колчака П. В. Оленин проводил ботанические и зоологические работы.
Первая попытка выйти в море на вельботе была предпринята 10 июля, но, дойдя до мыса Медвежьего, спасатели увидели за собой плотно сомкнувший все полыньи и трещины и надвинувшийся на берег лёд.
18 июля подувший сильный северо-западный ветер отогнал от берега лёд, и Колчак распорядился грузить вельбот. Вельботная команда (Колчак с двумя матросами и четырьмя мезенскими поморами) с полуторамесячным запасом еды двинулась к Беннетту, охотники же — Оленин с якутами и тунгусами — остались на островах. Путь экспедиции лежал теперь от острова Котельный вдоль южных берегов Земли Бунге к острову Фаддеевский, вдоль его восточных берегов к мысу Благовещения, от которого семеро полярников собирались перейти через Благовещенский пролив на Новую Сибирь к мысу Высокому — стартовой площадке многих полярников — исследователей Арктики. В этом переходе путешественников сопровождал постоянный сплошной снег, превращавшийся в потоки воды и вымачивавший людей сильнее дождя. Много раз приходилось Колчаку и его спутникам стаскивать вельбот с мелей, что было неизбежно связано с купанием в ледяной воде. Вельбот был более удобным при поиске проходов в ледяных полях, по сравнению даже с таким манёвренным судном, как «Заря».
26 июля на берегу Фаддеевского острова партия Колчака встретилась с партией матроса с «Зари» Толстова, летовавшего в этих местах в надежде встретить группу Толля. Следов группы Толля они не обнаружили нигде: ни на северных берегах Фаддеевского и Котельного островов, ни на Земле Бунге.
28 июля экспедиция достигла мыса Благовещенского, с которого был виден уже мыс Высокий на острове Новая Сибирь. Море, насколько можно было его видеть, и пролив покрывал битый лёд.
Колчак так описывал эту часть своего путешествия:

…Мы провели около 3 суток на этом 25-вёрстном пространстве в самой тяжёлой, серьёзной работе, осложняемой туманом и снегом, то выталкивая вельбот на стоячие льдины, чтобы избежать напора и не быть увлечёнными стремительно несущимися массами льда, то снова спуская его на воду. Эта работа оставила у нас впечатление наиболее трудной части нашего плавания на Беннетт.
На мысе Высоком Колчак встретил свою вспомогательную партию — летовавшего здесь по заданию Матисена Бруснева, который ещё в марте обнаружил здесь следы стоянки Толля и первую записку барона (от 11 июля 1902 года), где тот сообщал об отправке на остров Беннетта. В прикреплённой к деревянному столбу консервной банке с дощечкой с надписью «Для писем» была обнаружена записка барона с описанием местонахождения депо с оставленными коллекциями. Отдохнув сутки у Бруснева, вельботная команда продолжила свой путь на остров Беннетта. Вернувшиеся после ухода вельботной команды охотники из группы Бруснева отказались верить, что здесь в их отсутствие был Колчак, который отбыл дальше, — настолько невероятной казалась возможность путешествия по Ледовитому океану на шлюпке.
В этом арктическом походе важнейшим разделом науки о море для всегда стремившегося к исследовательской работе Колчака стала гляциология. Александр Васильевич обнаружил уникальное явление — существование пресного льда под слоем морской воды. Объяснение этому открытию он даст позже в своей знаменитой монографии «Лёд Карского и Сибирского морей». Однако все свои силы Колчак в этот раз тратит на руководство спасательной экспедицией; в связи с серьёзностью возложенного на него поручения, наука отходит на второй план.
2 августа двинулись морем уже непосредственно к цели похода, острову Беннетта, от которого их отделяло 70 с лишним миль. По открытому морю от мыса Высокого шли теперь то на вёслах, то под парусами. Снег шёл, не переставая, заваливая вельбот влажным мягким покровом, который, тая, вымачивал людей хуже дождя и заставлял мёрзнуть сильнее, чем в морозный зимний день. Иногда отдыхали на мощных льдинах, иногда и на ненадёжных обломках, один из которых в последнюю ночь перед окончанием плавания треснул и чуть не лишил путешественников вельбота. Боцман Бегичев бесстрашно бросился в ледяную воду и задержал единственное плавсредство полярников, без которого все семеро оказались бы на грани гибели. Бравый оптимист Никифор Бегичев всё время находился рядом с начальником экспедиции, который, в свою очередь, работал наравне со всеми на пределе человеческих сил, никогда не терял самообладания, в критических ситуациях немедленно отдавал необходимые распоряжения и тут же сам включался в их выполнение.
4 августа, отыскав узкое песчаное побережье, вышли на берег острова Беннетта и начали поиски следов группы Толля. Колчаку и его спутникам повезло: в отсутствие льда к острову обычно очень сложно пристать из-за сильного волнения — 10 годами позже ледокол «Таймыр» не сможет высадить людей на этот берег и сделает это только на северном берегу острова. Для экспедиции Колчака подобный расклад означал бы смертельную опасность. Небольшой мыс, на котором высадились семеро полярников, Колчак назвал Преображенским — в честь дня Преображения Господня, отмечаемого 6 августа (по старому стилю). На берегу были обнаружены следы стоянки Толля. Согласно имевшейся с Толлем договорённости, Колчак сперва двинулся к мысу Эммы. Здесь была найдена бутылка с записками Толля и планом острова, ожидавшие адресата уже более года.
Из того, что Колчак прочёл в обнаруженных записках Толля, следовал логичный вывод о том, что партия барона готовилась провести на острове зимовку в случае, если не будет снята «Зарёй». Однако позже, найдя по составленному Толлем плану острова поварню, Колчак обнаружит последнюю (от 26 октября 1902 года) записку руководителя РПЭ в виде отчёта на имя президента Императорской академии наук с кратким описанием острова, списком инструментов и коллекций и запиской об уходе с острова, из которой следовало, что Толль покинул остров с запасом провизии на 14 — 20 дней, отправившись с Губы Павла Кёппена на юг, в сторону материка. Вчитываясь снова и снова в записку Толля, Колчак пытался между строк найти причину, побудившую руководителя РПЭ двинуться с острова по движущемуся льду в глубокую полярную ночь. Экспедиция Колчака не обнаружила на острове никаких следов строительства, хотя невозможно предполагать, что прекрасно знавшие суровый нрав Ледовитого океана Протодьяконов и Горохов даже не попытались бы построить хотя бы избу из плавника на случай зимовки. По каким-то соображениям группа Толля исключила зимовку из своих планов.
Взяв с собой двоих человек (Бегичева и И. Я. Инькова), Колчак двинулся на другую сторону острова, через два ледника, туда, где была расположена поварня Толля. Переход через второй ледник — за 2—3 км от цели — едва не закончился трагически: перепрыгивая очередную трещину, Колчак не рассчитал прыжок и скрылся под водой. Несколько секунд его не было видно, потом на поверхности показалась ветровка. Схватившись за неё, Бегичев вытащил командира на лёд и переодел в своё бельё. Потерявший сознание от температурного шока, Колчак очнулся только после того, как Бегичев вложил ему в рот раскуренную трубку. Бегичев предложил Колчаку вернуться в лагерь вместе с Иньковым, но Колчак не пошёл назад, так как не хотел оставлять Бегичева одного. Это купание в ледяной воде потом всю жизнь сказывалось на здоровье А. В. Колчака. Поварня была найдена на восточном берегу острова. Обойдя отвесную скалу, Колчак вышел к устью небольшой реки, где и стояла небольшая избушка Толля. Колчак заглянул внутрь и отпрянул со словами «Они умерли». Бегичев заглянул в поварню и разглядел по углам заледеневший снег, который Колчак принял за тела участников группы Толля.
В поварне была найдена последняя записка Толля, адресованная президенту Академии наук и содержавшая краткий отчёт о проделанной на острове работе. Толль писал, что площадь острова Беннетта составляет около 200 квадратных вёрст, высота над уровнем моря — 457 м. Было изучено геологическое строение острова, сообщалось, что в долинах острова встречаются «вымытые кости мамонта и других четвертичных животных». Согласно обследованию фауны острова, здесь встречались медведи, моржи, олени (стадо в 30 голов). С севера на юг пролетали гусиные стаи. Записка заканчивалась словами «Отправляемся сегодня на юг. Провизии имеем на 14—20 дней. Все здоровы. 26 октября 1902 г.». Колчак обнаружил также ящик с образцами и геологические инструменты.

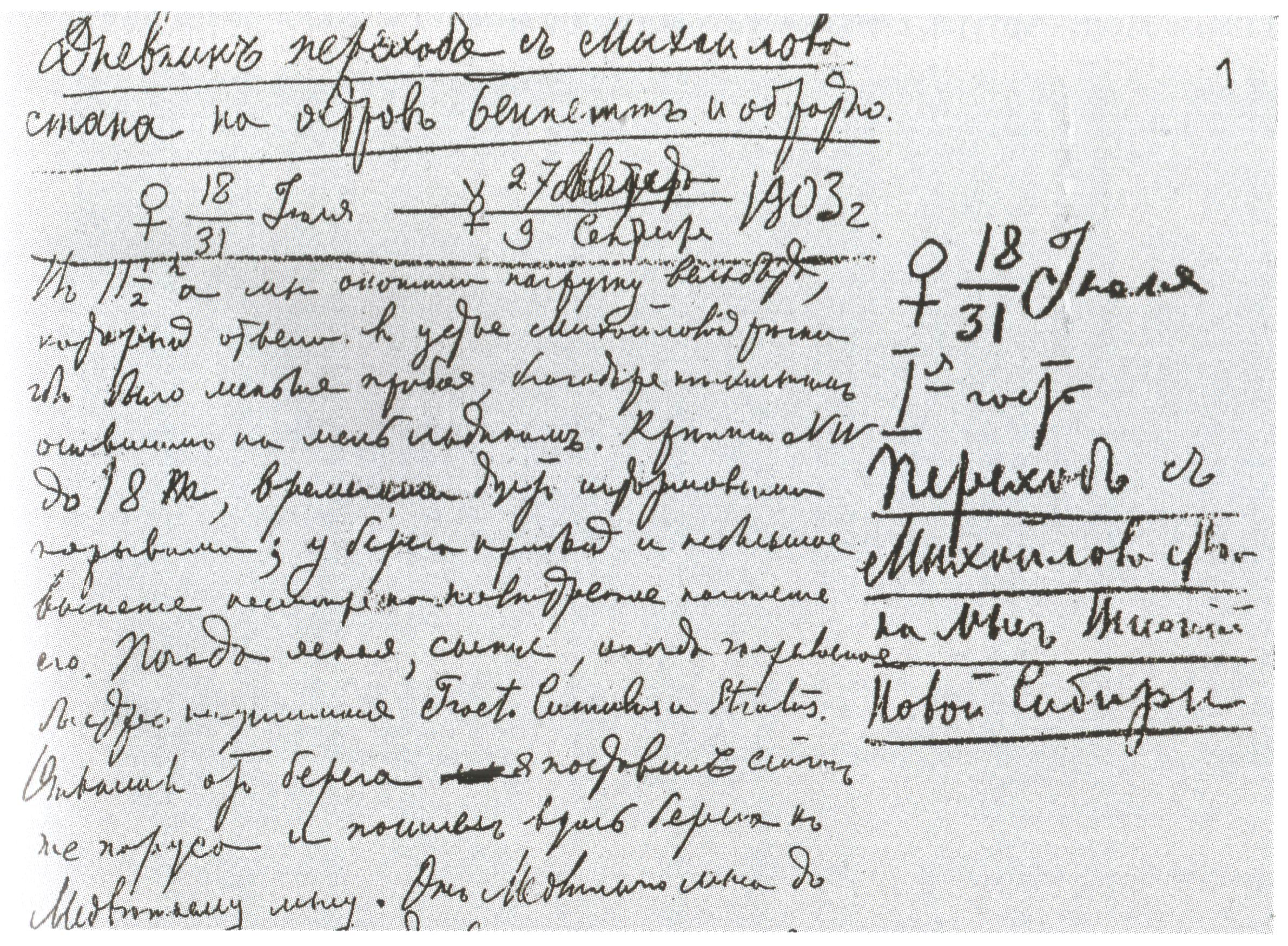
Первая страница рукописи А. В. Колчака «Дневник перехода с Михайлова стана на остров Беннетта и обратно»

Группа Толля обеспечила себе кров, соорудив из пла́вника поварню. Этот же самый наличествовавший в избытке плавник мог служить и в качестве топлива. Что касалось продуктов, то, по словам Колчака, «по какому-то недоразумению партией барона Толля не было использовано удобное время для охоты и не было сделано никаких запасов». Для удовлетворения текущих потребностей в пище велась охота на оленей. Были убиты три медведя, мяса которых хватило бы на несколько месяцев, однако оно было брошено на льду.

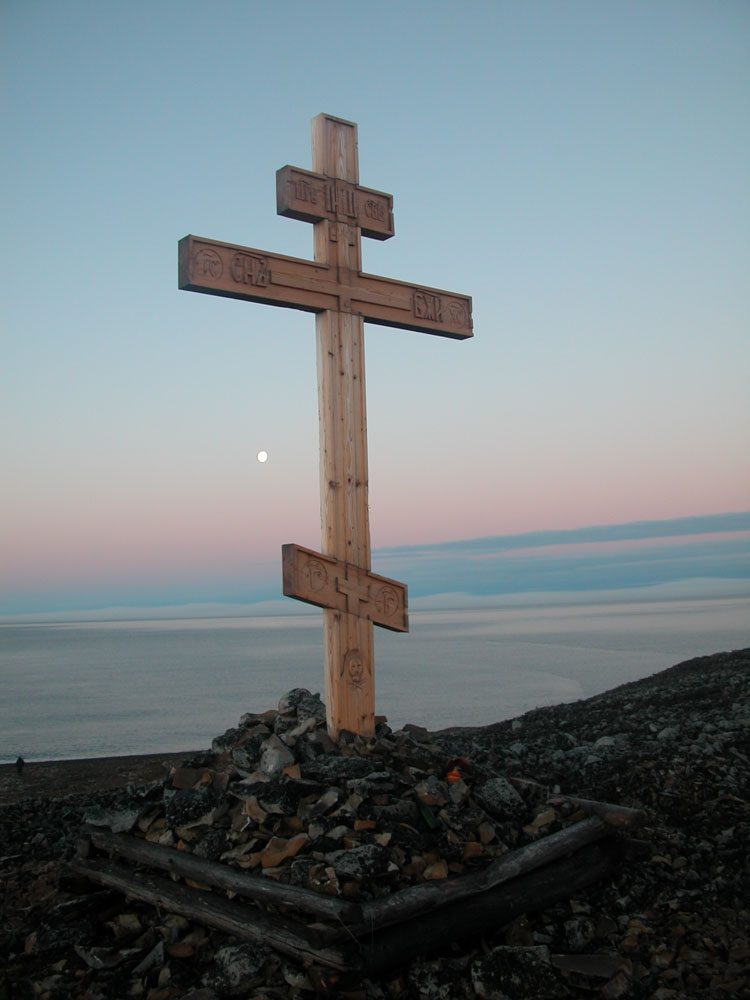
Православный крест в честь 100-летия спасательного похода на шлюпках под начальством Колчака на остров Беннетта в 1903 году, установленный полярной историко-мемориальной экспедицией «Беннетт-2003» в августе 2003 года

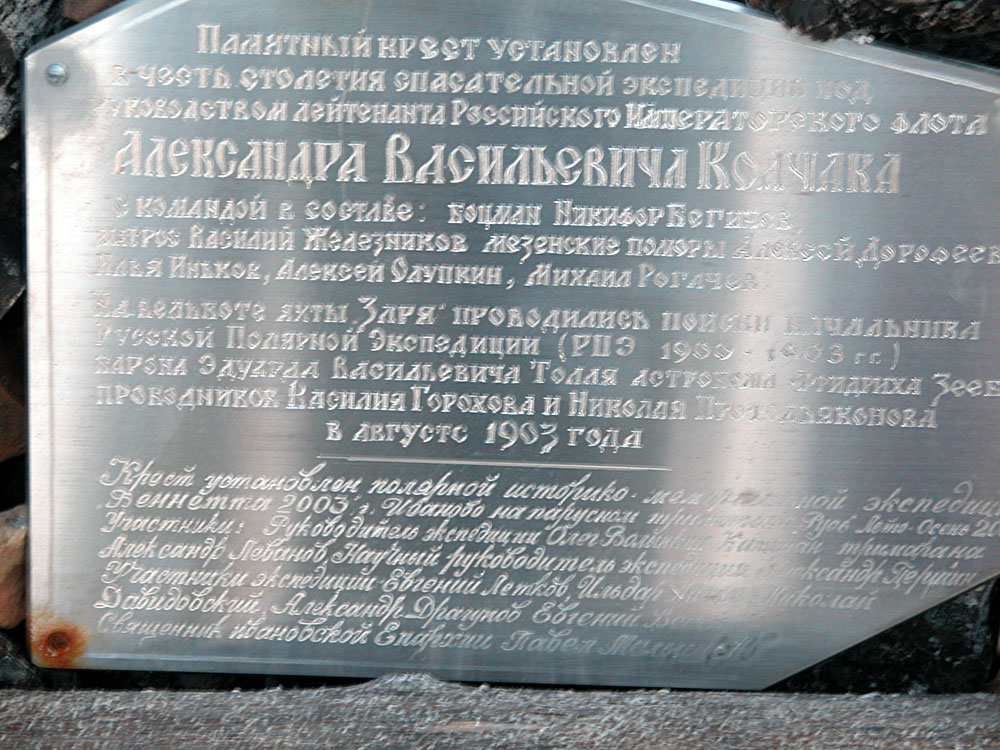
Выгравированная надпись у креста

Как следовало из найденных материалов, группа Толля прибыла на остров Беннетта 21 июля. Учитывая запланированное на середину августа прибытие «Зари», у руководителя было два варианта дальнейших действий: или обследование острова, или обустройство на острове и заготовка продуктов на зиму. Этот вариант предполагал зимовку на острове, так как всё предприятие с экспедицией теряло всякий смысл, если бы, заготовив продукты, Толль сел затем на «Зарю» и покинул неисследованный остров.
Имевший склонность к принятию рискованных решений, Толль пошёл на риск и в этот раз, решив сосредоточить все силы на исследовательской работе и сделать ставку на приход «Зари». Бесконтрольно распоряжаясь властью, на этот раз Толль погубил себя и троих своих спутников.
Когда стало понятно, что «Заря» уже не придёт, стрелять птиц и заготавливать их мясо было поздно: в поварне экспедицией Колчака было обнаружено лишь 30 патронов для дробовика. Медведя свободно подстрелить тоже можно далеко не всегда. Олени ушли с острова Беннетта на юг осенью, вслед за ними пришлось уходить и не имевшим даже смены одежды на случай промокания людям. У группы Толля заканчивалось горючее для приготовления пищи, а главное — для получения пресной воды. Зимовка сулила полярникам Толля лишь голодную смерть, а поход на юг оставлял единственный, пусть и мизерный, шанс на спасение. 26 октября 1902 года партия Толля двинулась с острова на юг.
По мнению исследователя Ю. В. Чайковского, анализ найденных на острове Беннетта документов позволяет предположить, что в группе Толля, проводившего жёсткую линию на поиск Земли Санникова во что бы то ни стало, произошёл конфликт, который не мог способствовать благополучному завершению этого рискованного предприятия. За 98 дней нахождения на острове Беннетта Толль составил найденную позднее Колчаком карту острова и разработал несколько маршрутов. Барону всё же пришлось отказаться от поисков Земли Санникова, при этом намечавшаяся ранее зимовка на острове была по непонятным причинам отвергнута, и четвёрка полярников отправилась на юг в очень трудное время, когда световой день не превышал 2—3 часов, а остальное время приходилось двигаться в условиях полярной ночи.
Колчак провёл на острове трое суток, побывав во всех трёх его концах. Северо-восточную оконечность острова Колчак назвал мысом Эммелины Толль, юго-восточную — полуостровом Чернышёва, а мысу на этом полуострове Колчак дал имя Софии в честь своей невесты Софьи Фёдоровны. Самая высокая гора получила имя Де-Лонга, другая стала называться горой Толля. Двум ледникам на вершинах этих гор было присвоено имя Зееберга. Не забывая про научные исследования, Колчак хотел измерить высоту ледников, однако анероид испортился во время купания в воде.
Экспедиция Колчака обследовала все острова Новосибирской группы, однако следов группы Толля нигде больше не обнаружили. По-видимому, группа погибла во время перехода с Беннетта на Новую Сибирь — подобный переход на шлюпке и байдарке в условиях полярной ночи, ноябрьских снежных штормов и кашеобразного состояния льда практически невозможен. Оставленные для неё на южном направлении запасы продовольствия остались нетронутыми. Из вещей Толля на острове были обнаружены собранные коллекции, геодезические инструменты и дневник. Тем временем близилась осень, и вельботной группе надлежало торопиться, чтобы не разделить участь группы Толля. Выяснив относительно судьбы Толля всё, что только представлялось возможным узнать, Колчак решил двинуться в обратный путь при первом попутном ветре — необходимо было точно установить, добрался ли Толль до Новосибирских островов. Дальнейшее пребывание на острове к тому же не оправдывало риска слишком позднего возвращения на остров Котельный.
7 августа вельбот двинулся от берегов острова Беннетта. Колчак взял с собой документы и небольшую часть геологических коллекций, брошенных бароном Толлем при уходе с острова. Перед отплытием близ места стоянки спасательной экспедиции был сложен каирн с доской, на которой были отмечены даты посещения острова Колчаком и Толлем. Обратный переход к Новой Сибири у Колчака занял также около 2 суток, однако на этот раз дело осложнялось присутствием в море большого количества льда. Не рискуя в тумане и по льду входить в Благовещенский пролив, экспедиция двинулась к мысу Вознесения, которого достигла ночью 9 августа.
11 августа полярники достигли стана Бялыницкого-Бирули на Новой Сибири, откуда после 3-дневного отдыха ушли через Благовещенский пролив к острову Фаддеевскому. Там встретились с боцманматом Толстовым. Два дня шли по Благовещенскому проливу и 16 августа достигли острова Фаддеевского.
27 августа Колчак c трудом, в условиях сильного снегопада и мороза, достиг и высадился на Михайловом стане Котельного острова. Здесь его встречал Оленин, выполнивший возложенное на него поручение и сохранивший собак для предстоящего перехода на материк. Сентябрь и октябрь ждали становления льдов и промышляли охотой. Колчак предпринял в середине сентября санную поездку на Малакатын-Тас и переместил на самую высокую точку массива термометр, установленный ранее экспедицией Воллосовича на одном из его отрогов. В это же время Оленин ездил осматривать устья рек Глубокой и Балыктаха, чтобы выяснить их взаимное расположение.
Экспедиция Колчака обследовала все берега Котельного, Земли Бунге, Фаддеевского острова и Новой Сибири. М. И. Бруснев обошёл весь берег Новой Сибири, повторив поход 80-летней давности лейтенанта Анжу.
16 ноября тронулись в путь двумя партиями по ещё не окрепшему льду. Когда 1 декабря пришли в Казачье, выяснилось, что с осени экспедицию ожидает какая-то дама, выславшая для путешественников провизию и вино. 7 декабря в Казачьем произошла встреча Колчака с его невестой Софьей Фёдоровной Омировой. Морозы в это время здесь доходили до −55 °C. Софья Фёдоровна рассказала, что в столице мало надеялись на благоприятный исход экспедиции и даже хотели её вернуть, однако связь с путешественниками к этому времени была уже утеряна. Завершив в Казачьем дела по сдаче имущества экспедиции, в начале января 1904 года Колчак со спутниками добрался до Верхоянска.
26 января, добравшись до Якутска, Колчак дал телеграмму президенту Академии наук, в которой сообщал, что партия Толля покинула остров Беннетта осенью 1902 года и пропала без вести. Эта телеграмма Колчака была опубликована многими газетами:

Вверенная мне экспедиция с вельботом и всеми грузами пришла на остров Котельный к Михайлову стану 23 мая… Найдя документы барона Толля, я вернулся на Михайлов стан 27 августа. Из документов видно, что барон Толль находился на этом острове с 21 июля по 26 октября прошлого года, когда ушёл со своей партией обратно на юг… по берегам острова не нашли никаких следов, указывающих на возвращение кого-либо из людей партии барона Толля. К 7 декабря моя экспедиция, а также и инженера Бруснева, прибыли в Казачье. Все здоровы. Лейтенант Колчак.
17 февраля Колчаком в Санкт-Петербург из Иркутска были отправлены четыре мезенских помора: Алексей Дорофеев, Илья Иньков, Алексей Олупкин и Михаил Рогачёв под командой Василия Железникова. В письме учёному секретарю Комиссии по снаряжению Русской полярной экспедиции В. Л. Бианки Колчак как руководитель Спасательной экспедиции дал всем им самую высокую оценку и сообщил, что сам на несколько дней задерживается в Иркутске для подготовки отчёта. Узнав о начале Русско-японской войны, Колчак отправил в столицу телеграммы с требованием отпустить его на фронт в Порт-Артур. При этом он осознавал, что на него как на начальника в связи с окончанием Спасательной экспедиции ложится целый ряд обязанностей, которые необходимо выполнить до отъезда на войну. Важнейшие документы и финансовую отчётность он отправил с отцом, прибывшим в Иркутск вместе с невестой сына. Последнее распоряжение Колчака по делам экспедиции было адресовано П. В. Оленину, которого руководитель просил принять на себя окончание дел экспедиции в виде укладки и отправки коллекций. Колчак проявил большую душевную теплоту и внимание к своим бывшим подчинённым, чему свидетельством стали письма на имя Бианки.

## Итоги

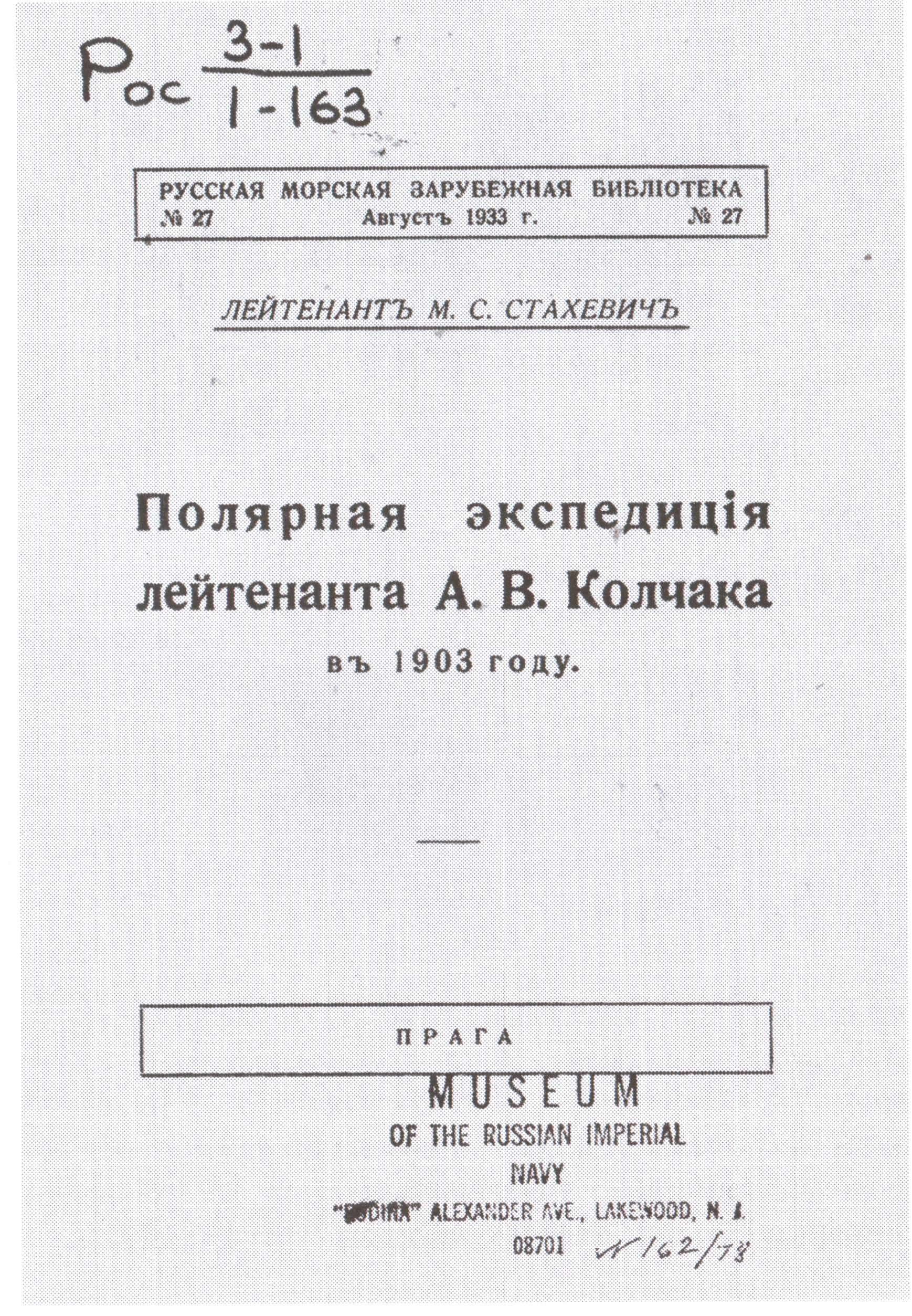
«Полярная экспедиция лейтенанта Колчака». Титульный лист

Экспедиция Колчака достигла цели и вернулась без потерь в своём составе, совершив 7-месячный поход с 90-дневным арктическим санно-шлюпочным переходом: село Аджергайдах — Котельный — Фаддеевский — Новая Сибирь — Беннетта. Её начальник мог гордиться успехом грандиозного мероприятия. Кроме поиска группы Толля, экспедиция Колчака решала и побочные, но тем не менее так же важные исследовательские задачи. Колчак открыл и описал неизвестные до того географические объекты, уточнил очертания линии берегов, внёс уточнения в характеристику льдообразования.
П. П. Семёнов-Тян-Шанский оценивал экспедицию Колчака как «важный географический подвиг». Полярный подвиг молодого офицера восхищал многих и был оценён по достоинству: по итогам экспедиции 1903 года Александр Васильевич был избран действительным членом Императорского Русского географического общества, а 6 декабря 1903 года он был награждён орденом Святого Владимира 4 степени. В 1906 году Русское географическое общество присудило Колчаку свою высшую награду — Большую Константиновскую золотую медаль — «за участие в экспедиции барона Э. В. Толля и за путешествие на остров Беннетта»:

Совет Императорского Русского Географического Общества в заседании 30 января с. г. присудил действительному члену Общества лейтенанту Александру Васильевичу Колчаку за участие в экспедиции барона Э. В. Толля и за путешествие на остров Беннета, составляющее важный географический подвиг, совершение которого было сопряжено с большими трудностями и опасностью для жизни, свою высшую награду — Константиновскую медаль.
Награждены были и другие участники Спасательной экспедиции — благодаря возымевшему действие ходатайству Колчака, кто как никто другой понимал, за какое опасное дело взялись его помощники, и потому стремился добиться для них максимального поощрения. Никифор Бегичев, Василий Железников и ещё 6 человек матросов, причисленных к флотским экипажам в Кронштадте, были награждены золотыми медалями «За усердие». 4 мезенских помора А. А. Дорофеев, М. М. Рогачёв, А. М. Олупкин и И. Я. Иньков были также награждены золотыми медалями «За усердие» позднее — 8 (21) июля 1909 года — во многом благодаря усилиям нового председателя Комиссии для снаряжения Русской полярной экспедиции академика А. П. Карпинского. Более долгую память оставил о своих полярных заслугах М. И. Бруснев — его именем был назван остров за рейдом Лены, а в 1968 году на нём в честь этого одинокого полярного скитальца был установлен бетонный обелиск.
А. В. Колчак стал четвёртым из полярных путешественников, награждённых Большой Константиновской золотой медалью. До него этой медали удостаивались лишь трое знаменитых полярных исследователей: иностранцы Ф. Нансен, Н. Норденшёльд и русский офицер Н. Д. Юргенс. Арктические походы принесли Колчаку славу и авторитет в области гидрографии, неофициально его стали называть Колчак-Полярный.

## Память
Побывавшие в 1956 году на острове Беннетта полярники соорудили из обломков скал памятную доску с запретным в те годы именем руководителя Спасательной экспедиции 1903 года А. В. Колчака.
В 1968 году на берегу бухты Тикси в честь М. И. Бруснева был установлен бетонный памятный обелиск.

## Спасательная экспедиция А. В. Колчака в историографии
При советской власти искажалась как история самой Русской полярной экспедиции с замалчиванием ролей Толля и Колчака, так и история спасательной экспедиции 1903 года, где главную роль играл уже сам Колчак.
В газетах СССР сообщалось о том, что ценные коллекции Толля были обнаружены неким «советчиком». В воспоминаниях контр-адмирала В. К. Пилкина «Два адмирала» это описывается следующим образом:

Колчак на вельботе в полярную ночь прошёл с материка 600 миль на Беннетовы острова, где, не найдя пропавшего без вести барона Толля, разыскал оставленные Толлем ценные коллекции. В советских газетах называется какой-то «советчик», якобы нашедший эти коллекции, но это или недоразумение, или обман. Коллекции были найдены Колчаком…— В.К. Пилкин Два адмирала

## Комментарии
1. ↑  Даты в статье даны по старому стилю.
2. ↑  В изданном в 1913 году справочнике «Состав Императорского Русского географического общества» А. В. Колчак указан действительным членом с 1 февраля 1906 года.
3. ↑  Большой Константиновской золотой медалью за полярные исследования были награждены: Н. А. Э. Норденшельд в 1879 г. — за плавание через Северный Ледовитый океан до Берингова пролива, капитан Н. Д. Юргенс в 1885 г. — за работу в качестве начальника Русской полярной станции в устье р. Лены в 1882—1884 гг., Ф. Нансен в 1897 г. — за плавание на «Фраме» к Северному полюсу в 1893—1896 гг. Позднее, в 1914 г., эту награду получил капитан 2-го ранга Б. А. Вилькицкий — за открытие Северной Земли 3 сентября 1913 г. во время плавания на ледоколах «Таймыр» и «Вайгач».
4. ↑  Подобные добавления к фамилии подчёркивали выдающуюся деятельность её владельца на данном поприще. Примерно в это же время появилась и другая двойная фамилия — Семёнов-Тян-Шанский.